# زیرگروه مشخصه
در ریاضیات، به‌خصوص در شاخه نظریه گروه‌ها از جبر مجرد، زیرگروه مشخصه (به انگلیسی: Characteristic Subgroup)، زیرگروهی است که توسط هرکدام از خودریختی‌های گروه والدش، به خودش نگاشته می‌گردد. از آنجا که هر نگاشت مزدوج، یک خودریختی داخلی است، هر زیرگروه مشخصه نیز نرمال می‌باشد؛ گرچه که عکس آن لزوماً درست نیست. مثال‌هایی از زیرگروه‌های مشخصه، شامل زیرگروه جابه‌جاگر و مرکز گروه می‌باشند.